# دون بيكون
دون بيكون (بالإنجليزية: Don Bacon)‏ هو لاعب كرة قاعدة أمريكي، ولد في 28 يونيو 1935.